# Бартанас
Бартанас — деревня в Тасеевском районе Красноярского края в составе Вахрушевского сельсовета.

## География
Находится в примерно в 14 километрах по прямой на северо-запад от районного центра села Тасеево.

## Климат
Климат резко континентальный. Средняя температура воздуха наиболее холодного месяца −23 °C. Абсолютный минимум температур — −57 °C. Средняя температура воздуха наиболее жаркого месяца +17,7 °C. Средняя максимальная +24,1 °C. Средняя годовая температура −2,6 °C. Продолжительность устойчивых морозов — 138 суток. Продолжительность безморозного периода: наибольшая — 108 суток, средняя — 60 суток. Продолжительность периода со среднесуточной температурой менее 10 °C — 268 дней. Осенний период довольно короткий, и уже 18 октября происходит переход среднесуточных температур через 0 °C к отрицательным значениям. Летний сезон, когда среднесуточные температуры превышают 10 °C, начинается во второй декаде мая и продолжается до 10 сентября. Проникновение арктических масс воздуха вглубь материка часто вызывает заморозки и в июне.

## История
Согласно региональным данным деревня основана в 1910 году как посёлок, альтернативное название Ново-Троицкий. В 1926 году учтено 253 жителя. В советское время функционировал колхоз «Красное знамя».

## Население
| 2010 |
| ---- |
| 68   |

В 2002 году постоянное население составляло 109 человек (96 % русские), в 2010 году — 68 человек.